# Solstice (americká hudební skupina)
Solstice (česky slunovrat) je americká thrash/deathmetalová skupina z Miami na Floridě. Byla založena roku 1990 bubeníkem Alexem Marquezem a kytaristy Robem Barrettem a Dennisem Munozem. Debutní stejnojmenné studiové album vyšlo v roce 1992.
V průběhu let se kapela několikrát rozpadla a poté znovu zformovala.

## Diskografie

### Dema
- Demo 1991 (1991)

### Studiová alba
- Solstice (1992)
- Pray (1995)
- To Dust (2009)
- Casting the Die (2021)

### Kompilace
- Pray for the Sentencing (2012)